# Maria Haukaas Storeng
Maria Haukaas Mittet es una cantante y actriz noruega nacida el 3 de agosto de 1979 en Finnsnes, como Maria Haukaas Storeng. 
Participó en 2004 en el concurso de la televisión noruega Idol, finalizando sexta. En febrero de 2008 se convirtió en la ganadora del Melodi Grand Prix de Noruega y por consiguiente representó a su país en el Festival de la Canción de Eurovisión 2008 en Belgrado con el tema "Hold on be strong", compuesto por la también cantante Mira Craig, que se convirtió en número 1 en la lista de venta noruega de sencillos y en descargas. En Eurovisión superó la semifinal con un cuarto puesto y quedó en quinta posición en la Final con 182 puntos, siendo el único país occidental que quedó entre los diez primeros en 2008. En 2009 participó también en el Melodifestivalen junto con Anna Sahlene y de nuevo en el Melodi Grand Prix de 2010 con el tema "Make my day" clasificándose para la final.

## Discografía

### Discos
- 2005 "Breathing" #13 NOR
- 2008 "Hold on be strong" #3 NOR

### Sencillos
- 2004 Breathing #5 NOR
- 2005 Should've #20 NOR
- 2006 Nobody Knows
- 2008 Hold On Be Strong #1 NOR
- 2008 Mine All Mine
- 2008 Lazy
- 2009 Killing Me Tenderly #10 SUE
- 2010 Make my day

### Colaboraciones
- 1991 "Annie"
- 2004 "Idol" #2 NOR
- 2008 "Grand Prix 2008" #28
- 2009 " Melodifestivalen 2009"

## Teatro

### Obras seleccionadas
- 1991-1992 Annie - como Annie
- 1995-1996 Trollmannen fra Oz (El Mago de Oz) - como Dorothy
- 2002 Thank You For The Music - ABBA Tribute
- 2003 Fame - como Mabel Washington
- 2005 Hamlet - como Ophelia
- 2006-2007 Hair - como Sheila Franklin